# Grundartangi
Grundartangi är en udde i republiken Island.   Den ligger i regionen Västlandet, i den västra delen av landet, 25 km norr om huvudstaden Reykjavík.
Terrängen inåt land är kuperad åt sydost, men åt nordväst är den platt. Havet är nära Grundartangi åt sydost.  Närmaste större samhälle är Akranes, 14,6 km väster om Grundartangi. Trakten runt Grundartangi består i huvudsak av gräsmarker.